# Белгијска Галија
 Белгијска Галија (лат. Gallia Belgica) је била римска провинција која се налазила у данашњем јужном делу Холандије, Белгије, Луксембурга, североисточне Француске и западне Немачке. Домородачко становништво Белгијске Галије, Белги, били су нека врста мешавине између Келта и Германа.
Галија Белгика је постала римска провинција након Цезаровог освајања Галије. Током првог века је дошло да промене граница: северна Белгијска Галија је постала Доња Германија, а источни део Белгике је постала Горња Германија. С друге стране остатак Белгијске Галије је добио неке територије на југу, укључујући важни град Ремс. У време Диоклецијана од Белгијске Галије формиране су две провинције Белгика Прима и Белгика Секунда.
Територија Галије Белгике је после пропасти Римског царства била центар меровиншког краља Хлодовеха. Касније је ова иста територија била срце Каролиншког царства, државе Карла Великог.
Главни град провинције је прво био град Ремс, а касније Трир (Augusta Treverorum).